# Forstboden (Gemeinde St. Peter)
Forstboden ist eine Ortslage im Oberen Murtal in Steiermark und gehört zur Gemeinde St. Peter am Kammersberg im Bezirk Murau.

## Geographie
Der Forstboden befindet sich direkt nordöstlich von St. Peter. Die Streusiedlung liegt schon hinter der Kammersberger Höhe im oberen Wölzertal, oberhalb und am Eselsbergbach auf um die 800–1100 m Höhe. Die Gegend ist die Nordabdachung des Kammersberg. Sie umfasst um die 30 Häuser. Dabei haben die etwa 10 Häuser oben um die Kapelle (Karlbauer, Dunkel) die Adressen Kammersberg, die 20 im Tal (von der Knappsäge bis zum Gehöft Grabner), und zum Kammersberg hin (Kerschbäumer) die Adressen Forstboden. Die letzteren Häuser haben durchwegs die Oberwölzer Postleitzahl 8832.
| Vordere Pöllau | Hintere Pöllau                              | Eselsberg (Gem. Oberwölz)             |
| Lannach        | Kompassrose, die auf Nachbargemeinden zeigt | Winklern bei Oberwölz (Gem. Oberwölz) |
| St. Peter a.K. | Kammersberg                                 |                                       |

## Geschichte
Noch im 19. Jahrhundert wurde die „Pölla-Gemeinde“ (Pölla-Alpe) zur Gegend Forstboden gezählt. Als Katastralgebiet (Steuergemeinde) – seit etwa den 1820er Jahren – gehört der Forstboden aber zu Kammersberg, während die Pöllau eine eigene Katastralgemeinde bildet. Amtlich-statistisch werden aber umgekehrt Kammersberg und Forstboden zu Pöllau gezählt.

## Nachweise
1. ↑  Franz Raffelsperger: Allgemeines geographisch-statistisches Lexikon aller Österreichischen Staaten Band 2 Da – Gz, K.k. a. p. Typo-geographische Kunstanstalt, 1846, S. 508, Sp. 2 (Digitalisat, Google, vollständige Ansicht).
2. ↑  Andreas Janisch: Topographisch-statistisches Lexikon von Steiermark. Band 1, Leykam-Josefstahl, 1878, S. 211, Sp. 1 f  (Digitalisat, Google, vollständige Ansicht) – Eintrag Textgleich zu Raffelsperger 1846 bis auf „Alpe“.